# Dorfkirche Zahren

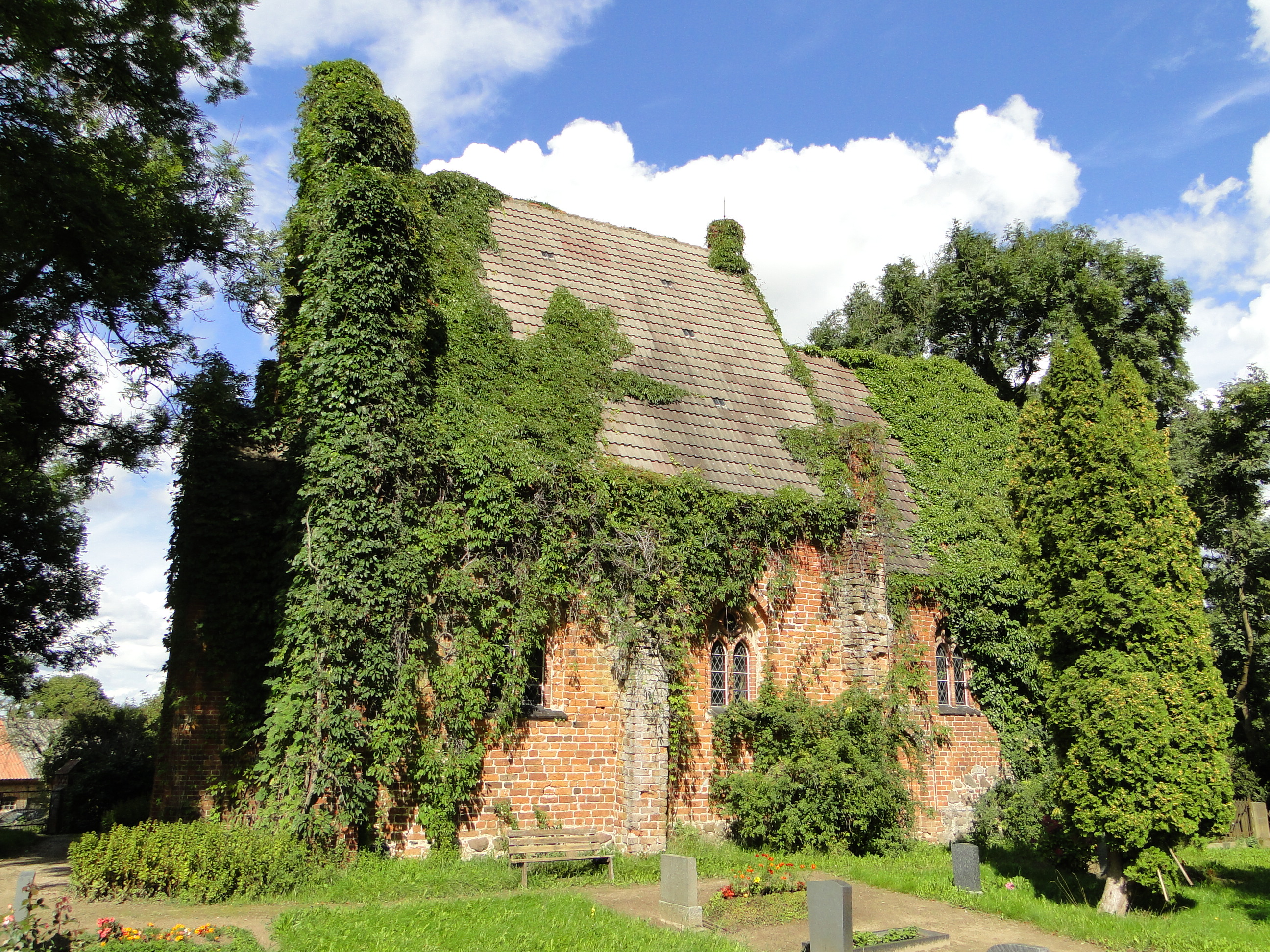
Dorfkirche Zahren

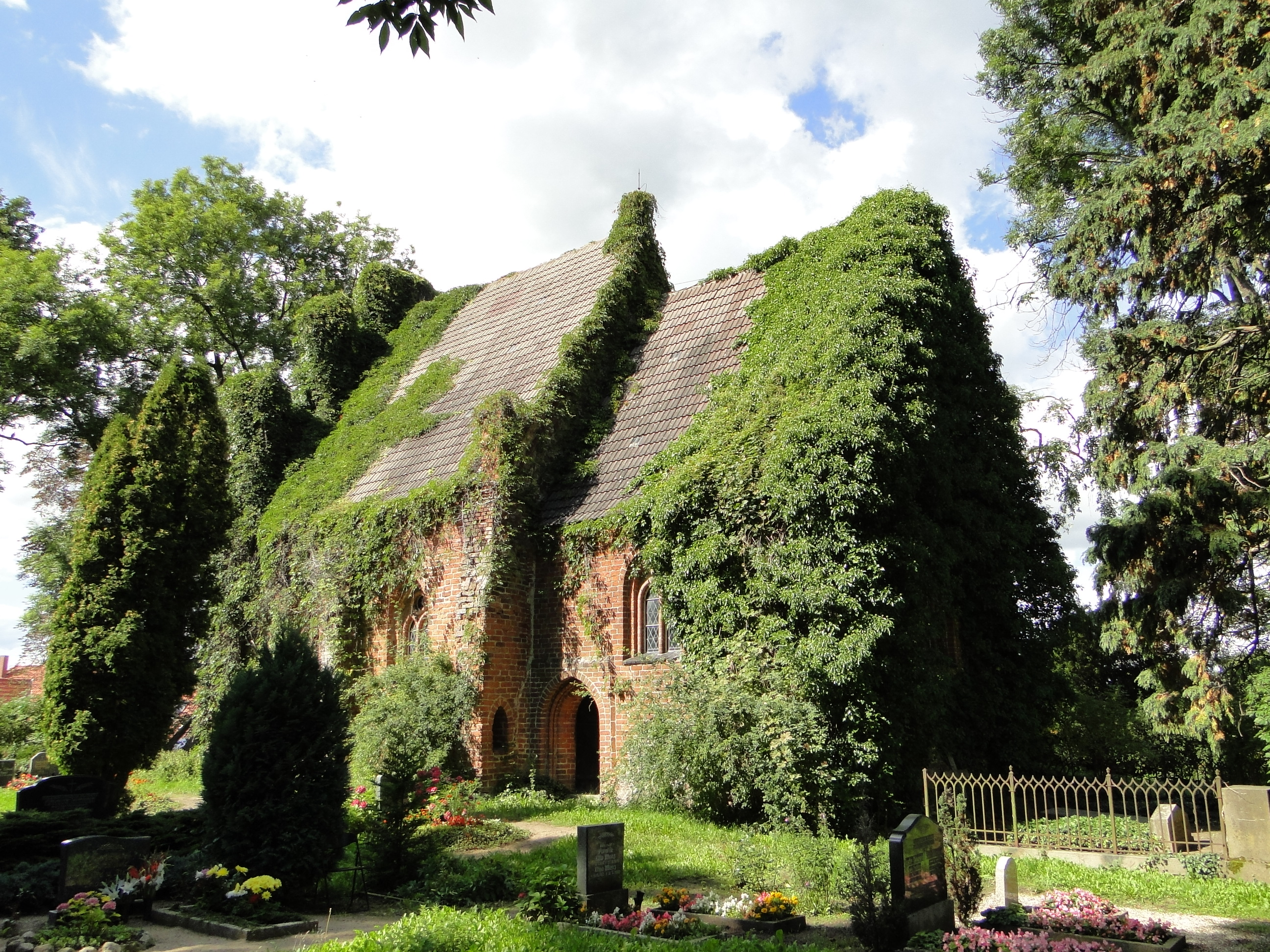
Südostansicht

Die evangelische Dorfkirche Zahren ist eine gotische Saalkirche im Ortsteil Zahren von Penzlin im Landkreis Mecklenburgische Seenplatte in Mecklenburg-Vorpommern. Sie gehört zur Kirchengemeinde Peckatel-Prillwitz in der Propstei Neustrelitz der Evangelisch-Lutherischen Kirche in Norddeutschland (Nordkirche).

## Geschichte und Architektur
Die Kirche ist ein gedrungenes, nicht einheitliches Backsteinbauwerk auf einem Sockel aus Feldstein, das vermutlich aus dem 14. Jahrhundert stammt. Der leicht eingezogene, querrechteckige Chor mit Blendengiebeln im Osten und im Westen über dem Chorbogen ist mit einem Kreuzrippengewölbe geschlossen, das mit Bandrippen begonnen und mit Birnstäben beendet wurde; an der Südseite ist eine Priesterpforte in einer flachen Mauervorlage mit abgetrepptem Gewände angeordnet. Das flachgedeckte Schiff ist mit Stützpfeilern und mit einer Nordwand aus Feldstein versehen. Im Jahr 1902 wurden die Westwand in Naturstein, die Vorhalle und der Blendengiebel in Backstein sowie der östliche Schiffsgiebel und die Fenster erneuert. Das Bauwerk ist stark mit Kletterpflanzen bewachsen, was Spreng- und Feuchteschäden infolge eindringender Wurzeln zur Folge hat. In unmittelbarer Nähe der Kirche sind zwei Trogmühlen erhalten.

## Ausstattung
Aus dem Jahr 1902 sind Glasmalereien mit Wappen derer von Ahrenstorff und von Bülow erhalten, die durch Ferdinand Müller aus Quedlinburg geschaffen wurden.
Der hölzerne Altaraufsatz wurde 1705 angefertigt und ist mit Gemälden aus dem zweiten Viertel des 18. Jahrhunderts versehen, die im Hauptfeld die Kreuzigung, in der Predella das Abendmahl und im Altarauszug die Taufe Christi darstellen. Er ist an der Chornordwand aufgestellt, der heutige neugotische Altaraufsatz ist mit einer Figur des segnenden Christus versehen.
Die Orgel ist ein Werk von Barnim Grüneberg aus dem Jahr 1902 mit sechs Registern auf einem Manual und Pedal.
Zwei kleine Zinnwappen stammen aus dem 18. Jahrhundert. Auf dem Kirchhof befindet sich der frei stehende Glockenstuhl, in dem eine Glocke aus dem Jahr 1862 von Johann Carl Ludwig Illies aus Waren aufgehängt ist.